# 14. rozdanie nagród Złotych Malin
Złote Maliny przyznane za rok 1993
| Kategoria                      | Dla                                                   | Za                                                                    |
| ------------------------------ | ----------------------------------------------------- | --------------------------------------------------------------------- |
| Najgorszy film                 | Sherry Lansing                                        | Niemoralna propozycja                                                 |
| Najgorszy film                 | Dino De Laurentiis                                    | Sidła miłości                                                         |
| Najgorszy film                 | Alan Marshall, Renny Harlin                           | Na krawędzi                                                           |
| Najgorszy film                 | Stephen J. Roth, John McTiernan                       | Bohater ostatniej akcji                                               |
| Najgorszy film                 | Robert Evans                                          | Sliver                                                                |
| Najgorszy aktor                | Burt Reynolds                                         | Półtora gliniarza                                                     |
| Najgorszy aktor                | Willem Dafoe                                          | Sidła miłości                                                         |
| Najgorszy aktor                | Robert Redford                                        | Niemoralna propozycja                                                 |
| Najgorszy aktor                | Arnold Schwarzenegger                                 | Bohater ostatniej akcji                                               |
| Najgorszy aktor                | William Baldwin                                       | Sliver                                                                |
| Najgorsza aktorka              | Madonna                                               | Sidła miłości                                                         |
| Najgorsza aktorka              | Melanie Griffith                                      | Urodzeni wczoraj                                                      |
| Najgorsza aktorka              | Demi Moore                                            | Niemoralna propozycja                                                 |
| Najgorsza aktorka              | Janet Jackson                                         | Poetic Justice – Film o miłości                                       |
| Najgorsza aktorka              | Sharon Stone                                          | Sliver                                                                |
| Najgorszy aktor drugoplanowy   | Woody Harrelson                                       | Niemoralna propozycja                                                 |
| Najgorszy aktor drugoplanowy   | John Lithgow                                          | Na krawędzi                                                           |
| Najgorszy aktor drugoplanowy   | Keanu Reeves                                          | Wiele hałasu o nic                                                    |
| Najgorszy aktor drugoplanowy   | Tom Berenger                                          | Sliver                                                                |
| Najgorszy aktor drugoplanowy   | Chris O’Donnell                                       | Trzej muszkieterowie                                                  |
| Najgorsza aktorka drugoplanowa | Faye Dunaway                                          | Bez skrupułów                                                         |
| Najgorsza aktorka drugoplanowa | Anne Archer                                           | Sidła miłości                                                         |
| Najgorsza aktorka drugoplanowa | Janine Turner                                         | Na krawędzi                                                           |
| Najgorsza aktorka drugoplanowa | Sandra Bullock                                        | Człowiek demolka                                                      |
| Najgorsza aktorka drugoplanowa | Colleen Camp                                          | Sliver                                                                |
| Najgorsza reżyseria            | Jennifer Chambers Lynch                               | Uwięziona Helena                                                      |
| Najgorsza reżyseria            | Uli Edel                                              | Sidła miłości                                                         |
| Najgorsza reżyseria            | Adrian Lyne                                           | Niemoralna propozycja                                                 |
| Najgorsza reżyseria            | John McTiernan                                        | Bohater ostatniej akcji                                               |
| Najgorsza reżyseria            | Phillip Noyce                                         | Sliver                                                                |
| Najgorszy scenariusz           | Amy Holden Jones                                      | Niemoralna propozycja                                                 |
| Najgorszy scenariusz           | Brad Mirman                                           | Sidła miłości                                                         |
| Najgorszy scenariusz           | Michael France, Sylvester Stallone                    | Na krawędzi                                                           |
| Najgorszy scenariusz           | Shane Black, David Arnott, Zak Penn, Adam Leff        | Bohater ostatniej akcji                                               |
| Najgorszy scenariusz           | Joe Eszterhas                                         | Sliver                                                                |
| Najgorszy debiut aktorski      | Janet Jackson                                         | Poetic Justice – Film o miłości                                       |
| Najgorszy debiut aktorski      | Norman D. Golden II                                   | Półtora gliniarza                                                     |
| Najgorszy debiut aktorski      | Mason Gamble                                          | Dennis Rozrabiaka                                                     |
| Najgorszy debiut aktorski      | Austin O’Brien                                        | Bohater ostatniej akcji                                               |
| Najgorszy debiut aktorski      | Roberto Benigni                                       | Syn Różowej Pantery                                                   |
| Najgorsza piosenka             | Ralph Sall, Stephen Gibson, Cecil Glenn               | „Addams Family (Whoomp!)” z filmu Rodzina Addamsów II                 |
| Najgorsza piosenka             | John Barry, Lisa Stansfield, Ian Devaney, Andy Morris | „(You Love Me) In All The Right Places” z filmu Niemoralna propozycja |
| Najgorsza piosenka             | Angus Young, Malcolm Young                            | „Big Gun” z filmu Bohater ostatniej akcji                             |